# إليك وود
إليك وود (بالإنجليزية: Alec Wood) هو أخصائي فطريات وعالم نبات أسترالي، ولد في 1933.